# Same Ole Me
Singles de George Jones avec The Oak Ridge Boys
Still Doin' Time
(1981) Shine On (Shine All Your Sweet Love on Me)
(1983)
Same Ole Me est un single de l'artiste américain de musique country George Jones avec The Oak Ridge Boys. C'est le deuxième single extrait de l'album de George Jones Still the Same Ole Me, sorti en janvier 1982. La chanson a atteint la cinquième position du hit-parade Billboard Hot Country Singles et a été no 1 du hit-parade RPM Country Tracks au Canada.

## Positions dans les hits-parades
| Chart (1982)                       | Position |
| ---------------------------------- | -------- |
| U.S. Billboard Hot Country Singles | 5        |
| Canadian RPM Country Tracks        | 1        |